# 富樫直美
富樫 直美（とがし なおみ、1975年7月31日 - ）は、日本の助産師で元プロボクサー。現姓・滝田。東京都大田区池上出身（山形県鶴岡市生まれ）。血液型O型。右ボクサーファイター。第3代WBC世界ライトフライ級女子王者。ワタナベボクシングジム所属。ニックネームは「戦う助産師」。
日本ボクシングコミッション（JBC）が公認する女子プロボクシング世界王者第1号。その王座を日本人女子では歴代3位となる7度防衛している。また、キャリア12戦のうち5戦が海外で挙行されており、国内でも敵地大阪で防衛戦を1試合行っている。

## 人物
- NTT東日本関東病院に助産師として4週8休、月8日の宿直勤務もこなしながら選手として活動[1][5][6]。
- 所属はワタナベジムだが、小関桃らが所属する青木ボクシングジムの有吉将之会長の指導を受けており、坂田健史が青木ジムに出稽古に行った際、スパーリングを希望したというエピソードがある[7]。ちなみに小関とは誕生日が同じである。
- ワタナベジムに所属するもうひとりの女子ボクサーである江畑佳代子は高校の同級生でもある[8]。
- 母からはボクサーになることを反対されており、プロテスト合格時には打ち明けていたものの、世界王座挑戦の際には「韓国旅行に行く」と伝えていた[9]。
- アロマセラピストの資格も取得している[9]。
- 憧れのボクサーはリカルド・ロペス。
- 好きな芸能人は高橋克典で、一時期、高橋も同じジムに通っていたと明かしている[5]。
- 劇団四季の大ファンで、試合前に気合いを入れるため観劇をしている。最も好きな舞台は「ライオン・キング」で、「サークル・オブ・ライフ」をデビュー以来入場曲にするほどである。2011年7月30日の東京公演では終演後にチャンピオンベルトを片手にステージに上がった[10]。
- 中学の同級生に庄司智春がいる[11]。

## 来歴
東京都立大崎高等学校ではバレーボール部所属。17歳の時に父を亡くしている。看護学校卒業後の1996年に看護師として勤務した後、米国留学を経て2001年に助産師資格を取得。
一方で、格闘技好きの6歳上の兄から影響を受け、20歳の時に後楽園ホールでボクシング観戦してボクサーに憧れるようになり、2002年にダイエット目的で勤務先近くのピューマ渡久地ボクシングジムで始める。

### アマチュア時代
ジムに通い始めて半年後に行われた第1回女子アマチュア大会演技の部で優勝。
第2回女子アマチュアボクシング東京都大会フライ級で初の大会出場も、準決勝で敗退。
2004年、江畑佳代子から勧められワタナベジムに移籍。
2005年に第3回全日本女子アマチュア大会ピン級1優勝、2006年は初戦で夛田悦子（現・多田悦子）に敗れるが、2007年もライトフライ級B制覇を果たす活躍を見せる。
北京オリンピックを目標としたが、正式採用されず一度はグローブを吊るした。アマチュア戦績20戦16勝4敗。

### プロデビュー
2007年、青木ボクシングジムの有吉将之マネージャー兼トレーナー（当時）の誘いを受けてWBCストロー級の元世界王者菊地奈々子とスパーリングを行い、プロ転向を決める。JBCの女子公認に先駆け、11月17日にタイでプロデビューを果たしWBCアトム級世界王者ウィンユー・パラドーンジムと対戦歴のあるパンダー・オーユタチャイに3回KO勝利。
2008年2月28日、JBC第1回プロテストでB級ライセンスに合格。
2008年5月9日、後楽園ホールで行われたJPBA女子プロボクシング立上げ記念興行「G Legend」のセミ前でJWBC時代の2階級チャンピオン天心アンリ（山木）とミニフライ級で対戦。2回終盤にダウン寸前まで追い込み、アンリはインターバル中に棄権。国内での初戦をTKOで飾った。敗れたアンリはこの試合を最後に引退。
2008年6月8日、WBC女子ライトフライ級タイトルマッチ前哨戦としてペットプラカーン・トーヌンタナ（タイ）と8回戦を戦い1回TKOで退ける。新宿FACEという小会場で4回戦ばかりとはいえ、国内で初めて男子をアンダーカードにして女子の試合がメインイベントに抜擢された。

### 世界王座獲得
2008年7月13日、韓国京畿道高陽市でWBC女子世界ライトフライ級王者サムソン・ソー・シリポン（タイ）が負傷のために設けられた暫定王座決定戦に同級世界3位として同級世界6位の金珍（韓国）を3-0（97-94、99-92、96-94）の判定で下し王座獲得。暫定ながらJBC女子公認後、そしてワタナベジムから初の世界王者となった。日本人選手による海外での世界王座奪取は1992年4月10日にメキシコで奪取した平仲明信以来16年ぶり、32歳11ヶ月13日での王座獲得は内藤大助を1ヶ月ほど上回り、当時としては越本隆志に次いで第2位の年長記録であった。さらにプロ4戦で世界王座奪取は男子を含めた日本人最速記録である。このタイトルマッチは当初アンリが出場する予定だったが、アンリを破った富樫が代わりに挑戦することになった。
2008年8月14日、後楽園ホール興行で角海老宝石の練習生だったタレントの竹内綾香（現・古条彩華）とのエキシビションマッチを行う。

### 世界王座防衛

#### 初防衛戦
2008年12月8日、後楽園ホールで行われた「ダイヤモンドグローブ」にて小関桃（青木） vs 金慧珉（韓国）との女子ダブル世界戦として菊地奈々子（白井・具志堅スポーツ）相手に初防衛戦を行い、JBC女子公認後の世界戦として初の日本人対決となった。試合はいきなり1Rに菊地の右ストレートを喰らい、プロ初のダウンを喫したが、8R終了時の公開採点で三者三様となるまで盛り返し、9Rに菊地が目を負傷して、10R21秒でレフェリーストップとなり逆転TKOで2度目の防衛に成功した。
初防衛直後の12月10日、前王者サムソン・ソー・シリポンが防衛戦を行うことが困難になったため王座返上。これにより、同日付で富樫が正規王者に昇格。日本人世界王者で暫定から正規に昇格したのは男子も含め富樫が初めてである。品川区民栄誉賞受賞。同年度より設けられた女子最優秀選手賞を受賞。
2009年2月26日、後楽園ホールで、現役ボクシング世界王者だった小関桃とともに自身の名前が刻印された金色のプレートを世界王座獲得者のプレートに金槌で打ち込んだ。女子選手のプレート掲示は富樫と小関の両名が初である。

#### 2度目の防衛戦
2009年5月2日、後楽園ホールで、「女子世界&OPBF 5大タイトルマッチ」（メインは内山高志の東洋太平洋戦）の一戦として、後のWBO王者ティラポーン・パンニミットと対戦歴があるWBC15位のOA・ゴーキャットジム（タイ）と対戦し、3-0（96-94、96-92、97-92）の判定勝ちで2度目の防衛に成功した。
2009年6月26日、「G Legend2」にて小関桃とエキシビションマッチ。

#### 3度目の防衛戦
2009年12月6日、大阪市ATCホールにて現WBA女子世界ミニマム級王者の多田悦子（フュチュール）との・WBC女子ライトフライ級vsWBA女子ミニマム級ダブルタイトルマッチが決まった（ウェイトはミニフライ級で行う）。団体・階級ともに異なるベルトを懸けたタイトルマッチは男子を含め国内初となる。試合は三者三様のドロー判定（97-94、94-96、95-95）となり、3度目の王座防衛は果たしたが、王座統一はならず、デビューからの連勝も7でストップ。この試合は同年度より設けられた女子年間最高試合に選出されており、富樫にとっては2年連続年間表彰の受賞となった。

#### 4度目の防衛戦
2010年4月9日、敵地タイ・サムットプラカーンに乗り込み、暫定王者ノンムアイ・ゴーキャットジムとの王座統一戦に挑み、3-0（97-94、96-95、97-95）の判定で勝利して王座吸収を果たすとともに4度目の防衛（JBC女子公認後初の海外防衛）に成功。なお、この試合はJBCライセンスを持つ日本人プロボクサーがタイで行われた世界タイトルマッチでの男女を通じての初勝利となり、2024年3月現在もJBC公認としては唯一の勝利である。

#### 5度目の防衛戦
2010年10月2日、敵地メキシコ・グアダラハラでシルバー王者イルマ・サンチェスと5度目の防衛戦に挑む。この試合は交渉がまとまらず、WBC本部で入札が行われ、サンチェス側が42,000ドルで落札したと伝えられている。完全アウェーかつ海抜1500mの高地で行われる指名試合という不利な条件ながら3-0（99-91、97-93、99-93）の判定勝ちで5度目の王座防衛に成功。2度の海外防衛は男子を含めても初。この試合は同年度の女子年間最高試合に選ばれ、2年ぶりの女子最優秀選手とダブル受賞となった。なお、同地では1週間後に石田順裕のタイトルマッチも行われた。また、サンチェスは次の試合でIBF王座を獲得している。

#### 6度目の防衛戦
2011年5月8日、2年ぶりの地元での試合として後楽園ホールにて、15位のジュジース・ナガワ（フィリピン）相手に6度目の王座防衛戦に挑む。この試合は小関桃のWBC女子世界アトム級王座6度目の防衛戦及び藤岡奈穂子のWBC女子世界ミニフライ級王座挑戦と併せた史上初となる「トリプル女子世界戦」のセミファイナルとして行われた。試合は5回1分32秒、富樫のストレート連打でナガワが戦意喪失となったところでレフェリーストップ。TKOで勝利し、6度目の王座防衛を果たす。

#### 7度目の防衛戦
2011年11月30日、後楽園ホールでの「G Legend4」のダブルメインとして元WBAミニマム級王者孫抄弄（韓国）相手に7度目の防衛戦。ジャッジ1人がフルマークを付ける3-0（100-91、99-91、99-91）で判定勝ちを収め、ファイナルの小関桃とともに当時JBC女子最多タイ記録となる7度目の王座防衛に成功（2012年2月に多田悦子も並ぶ。小関は同年6月に8度目の防衛成功）。36歳4ヶ月での防衛は当時男女を通じて最高齢記録であったが、2012年10月に藤岡奈穂子に更新された。この試合後、8度目の防衛戦として、WBA・WBO統一王者のジェシカ・ボップとの王座統一戦を行って引退することを示唆している。2年連続となる女子最優秀選手賞を藤岡奈穂子とともに受賞。
2012年1月1日に6歳下の会社員と入籍。
2012年3月22日、後楽園ホールでのフラッシュ赤羽興行（東洋太平洋スーパーミドル級タイトルマッチ清田祐三VS松本晋太郎）にて、ジェシカ・ボップとエキシビション。
2012年春先にも8度目の防衛戦としてメキシコでIBF王者ジェシカ・チャベスとの統一戦が見込まれていると報道された。

### 世界王座陥落
8度目の防衛戦は2012年6月23日にメキシコ・プエブラ州でエスメラルダ・モレノとの指名試合として行われることが発表され、合わせて防衛成功後には「産休王者」をWBCに申請する計画も明らかにされた。試合は前半を互角に展開するも中盤から高地の影響でスタミナが消耗、大差の判定でプロ初敗北を喫すると共に8度目の防衛に失敗、4年間守り続けた王座を手放した。試合後、引退の意向を示し、ジム側と協議をする。7月31日を以ってボクサー定年となる37歳を迎えるため世界王座獲得者の特例申請を行わず引退する形となった。なお、2023年を以て撤廃された37歳定年で引退した女子世界王座経験者は富樫と2021年の花形冴美の2名である。
富樫から王座奪取したモレノは皮肉にも2013年に妊娠が発覚して「産休王者」にされた。

### 引退
2012年8月27日に引退が決まり、9月10日に後楽園ホールにて行われるワタナベジム興行において引退セレモニーを開き、4年間のプロ生活及びアマチュアを含め10年間に及ぶ競技生活に幕を下ろす。エキシビションの打診もあったが、これは断った。今後は助産師の勤務を続けながら執筆や普及活動などをする予定である。

### 引退後
9月23日に挙式をし、相手がワタナベジムの元同門ボクサー（戦績3勝5敗3分け）で現在は会社員の滝田優二であることが報道された。
2013年7月22日、つのだのりこの引退エキシビションで相手を務めた。
引退後は夫ともにDANGAN AOKIジムのトレーナーを務めた。2児の母親でもある。
2024年に開業する予定のDANGAN品川ボクシングフィットネスジムの初代会長に就任することが発表された。元女子世界チャンピオンの会長就任はディアマンテスジムの好川菜々（野上奈々）に次いで2人目、東日本協会では初。

## 戦績
- アマチュア：20戦16勝4敗
- プロボクシング：12戦 10勝 4KO 1分 1敗

| 戦           | 日付           | 勝敗 | 時間     | 内容    | 対戦相手                       | 国籍       | 備考                                           |
| ------------ | -------------- | ---- | -------- | ------- | ------------------------------ | ---------- | ---------------------------------------------- |
| 1            | 2007年11月17日 | 勝利 | 3R       | KO      | パンダー・オーユタチャイ       | タイ       | プロデビュー戦                                 |
| 2            | 2008年5月9日   | 勝利 | 2R終了   | TKO     | 天心アンリ(山木)               | 日本       |                                                |
| 3            | 2008年6月8日   | 勝利 | 1R 1:28  | TKO     | ペットプラカーン・トーヌンタナ | タイ       |                                                |
| 4            | 2008年7月13日  | 勝利 | 10R      | 判定3-0 | 金珍                           | 韓国       | WBC女子ライトフライ級暫定王座決定戦            |
| 5            | 2008年12月8日  | 勝利 | 10R 0:21 | TKO     | 菊地奈々子(白井・具志堅)       | 日本       | WBC女子ライトフライ級暫定タイトル・防衛1       |
| 6            | 2009年5月2日   | 勝利 | 10R      | 判定3-0 | OA・ゴーキャットジム           | タイ       | WBC女子ライトフライ級・防衛2                   |
| 7            | 2009年12月6日  | 引分 | 10R      | 判定1-1 | 多田悦子(フュチュール)         | 日本       | WBA女子ミニマム級 WBC女子ライトフライ級・防衛3 |
| 8            | 2010年4月9日   | 勝利 | 10R      | 判定3-0 | ノンムアイ・ゴーキャットジム   | タイ       | WBC女子ライトフライ級・防衛4（王座統一戦）     |
| 9            | 2010年10月2日  | 勝利 | 10R      | 判定3-0 | イルマ・サンチェス             | メキシコ   | WBC女子ライトフライ級・防衛5                   |
| 10           | 2011年5月8日   | 勝利 | 5R       | TKO     | ジュジェアス・ナガオワ         | フィリピン | WBC女子ライトフライ級・防衛6                   |
| 11           | 2011年11月30日 | 勝利 | 10R      | 判定3-0 | 孫抄弄                         | 韓国       | WBC女子ライトフライ級・防衛7                   |
| 12           | 2012年6月23日  | 敗北 | 10R      | 判定0-3 | エスメラルダ・モレノ           | メキシコ   | WBC女子ライトフライ級・防衛失敗                |
| テンプレート |                |      |          |         |                                |            |                                                |

- 6戦目：WBC女子ライトフライ級・正規王座昇格。
- 7戦目：2009年12月6日の試合において引き分けたため、WBA女子ミニマム級王座の獲得には至らず。

## 獲得タイトル

### アマチュア
- 第3回全日本女子アマチュアボクシング大会ピン級1優勝
- 第5回全日本女子アマチュアボクシング大会ライトフライ級B優勝

### プロ
- 第3代WBC女子世界ライトフライ級王座（防衛7）

## 受賞歴
- プロ・アマチュア年間表彰
  - 2008年度プロ部門女子最優秀選手賞
  - 2009年度プロ部門女子年間最高試合賞
  - 2010年度プロ部門女子最優秀選手賞
  - 2010年度プロ部門女子年間最高試合賞
  - 2011年度プロ部門女子最優秀選手賞

## 出演

### テレビ
- 「グラン・ジュテ 私が跳んだ日」（NHK教育、2010年4月5日）
- 「心ゆさぶれ!先輩ROCK YOU」（日本テレビ、2011年2月5日）
- 「めざましテレビ」（フジテレビ、2011年12月2日）
- 「女子才彩」（BS-TBS、2012年4月8日）

### ラジオ
- 「ニュース探究ラジオ Dig」（TBSラジオ、2011年12月5日）
- 「ラジオビタミン」（NHKラジオ第1、2012年2月16日）

## 著書
- 「走れ!助産師ボクサー」（NTT出版、2011年11月30日）